# یواس‌ان‌اس سیریوس (تی-ای‌اف‌اس-۸)
یواس‌ان‌اس سیریوس (تی-ای‌اف‌اس-۸) (به انگلیسی: USNS Sirius (T-AFS-8)) یک کشتی است که طول آن ۵۲۳ فوت (۱۵۹ متر) می‌باشد. این کشتی در سال ۱۹۶۶ ساخته شد.